# Francesco Salari
Francesco Salari   (Bèrgam, 1751 - Bèrgam, 27 de desembre de 1828) va ser un compositor italià.

## Biografia
Després de cantar de jove al cor de la catedral de la seva ciutat natal, va rebre la seva formació musical al Conservatori de Sant Onofre a Porta Capuana de Nàpols de la mà de Carlo Cotumacci i Joseph Doll. Posteriorment va estudiar composició durant cinc anys sota l'ensenyament del llavors famós Niccolò Piccinni i a partir de 1776, en canvi, amb Giovanni Andrea Fioroni a Milà.
Probablement va començar la seva carrera com a compositor d'òpera a Casale Monferrato, on va debutar l'any 1776 amb Ifigenia a Àulida (òpera que encara s'ha perdut). El mateix any va anar a Venècia per interpretar altres de les seves obres: hi va romandre fins al 1805, quan va decidir tornar a Bèrgam natal. Allà va ser nomenat segon mestre de capella de la Basílica de "Santa Maria Maggiore" i va ensenyar al Liceo Musical de la ciutat: entre els seus alumnes també va tenir el jove Gaetano Donizetti.

## Obres (selecció)
- Ifigenia in Aulide (tragèdia, 1776, Casale Monferrato)
- Il marchese carbonaro (drama lúdic, llibret de Filippo Livigni, 1776, Venècia)
- L'amor ramingo (drama lúdic, llibret d'Antonio Piazza, 1777, Venècia)
- Le teste deboli (drama lúdic, llibret de Giovanni Bertati, 1780, Venecia)